# Barrage de Seyhan
Le barrage de Seyhan est un barrage de Turquie sur le fleuve Seyhan immédiatement en aval du barrage de Çatalan.

## Sources
- (en) www.dsi.gov.tr/tricold/seyhan.htm Site de l'agence gouvernementale turque des travaux hydrauliques